# Robert Evans (politician)

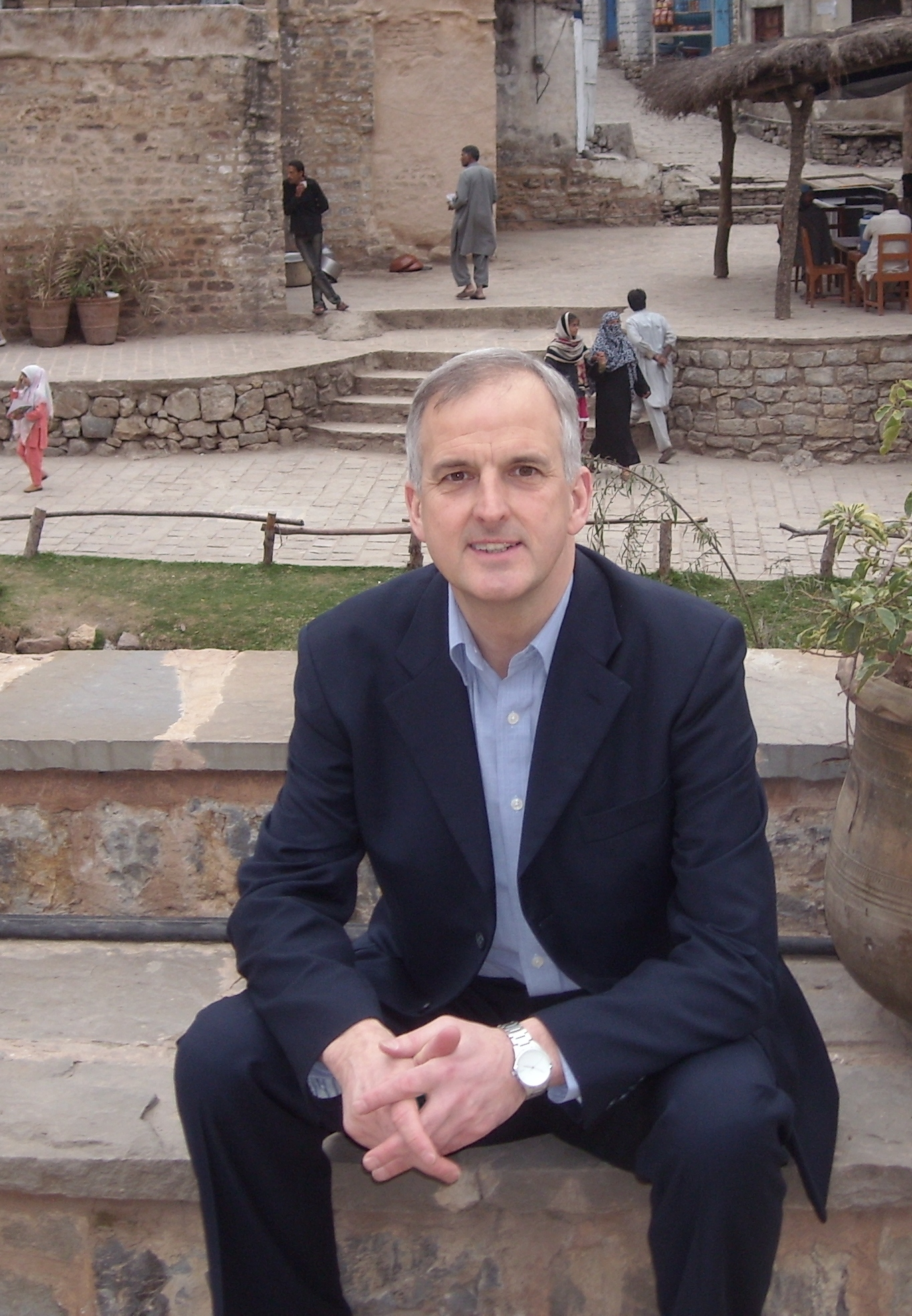
Robert Evans (2009)

Robert Evans (n. 23 octombrie 1956) este un om politic britanic, membru al Parlamentului European în perioadele 1994-1999, 1999-2004 si 2004-2009 din partea Regatului Unit.
1. 1 2 3  Deputații în Parlamentul European